# Comté de Towner
Le comté de Towner est un des 53 comtés du Dakota du Nord, aux États-Unis. 
Siège : Cando.

## Démographie
| 1890  | 1900  | 1910  | 1920  | 1930  | 1940  |
| ----- | ----- | ----- | ----- | ----- | ----- |
| 1 450 | 6 491 | 8 963 | 8 327 | 8 393 | 7 200 |

| 1950  | 1960  | 1970  | 1980  | 1990  | 2000  |
| ----- | ----- | ----- | ----- | ----- | ----- |
| 6 360 | 5 624 | 4 645 | 4 052 | 3 627 | 2 876 |

| 2010  | 2020  | - | - | - | - |
| ----- | ----- | - | - | - | - |
| 2 246 | 2 162 | - | - | - | - |